# Walter Weber
Walter Weber (Lugano, Ticino, 5 de juliol de 1949)) és un autor i director de cinema suís.

## Biografia
Després de deixar l'escola, Walter Weber va començar a estudiar pedagogia. Des del 1971 va estudiar fins al 1974 a l'acadèmia d'interpretació de Zuric. Va completar el seu formació després d'assistir a la Universitat de Televisió i Cinema (HFF) a Múnic de 1974 a 1978. De 1979 a 1985 va treballar com a autor i productor a Bavaria Film Atelier GmbH. Des de 1983 també és conferenciant convidat per a direcció i actuació a l'HFF i treballa com a autor i director autònom des de 1986. Walter Weber viu a Zuric.

## Premis
- 1998: Nominació al Premi Grimme per Bella Block – Tod eines Mädchens[5][6]
- 2013: Nominació al Romy per Meine Tochter, ihr Freund und ich[3][6]

## Filmografia
- 1975: Weihertal
- 1975: Das Kloster
- 1976: Auf und davon
- 1976: Marcello und Renée
- 1977: Mit der linken Hand
- 1979: Der erste Schnee
- 1985: Freispiel für Klimmek
- 1986: Sommer
- 1988: Gold (als Darsteller)
- 1989: Anna – Eigentlich heiße ich Silvia Seidel
- 1992: Ein Job fürs Leben
- 1993: Sonntag & Partner
- 1993: Künstlerpech
- 1994: Dreimal die Woche
- 1995: Nicht über meine Leiche
- 1996: Zwei Brüder: Der Gassenmörder
- 1996: Zwei Brüder: In eigener Sache
- 1997: Bella Block: Tod eines Mädchens
- 1998: Tatort: Russisches Roulette
- 1999: Spuren im Eis – Eine Frau sucht die Wahrheit
- 1999: Adrenalin-Junkies
- 2000: Lüthi und Blanc
- 2001–2003: Girl Friends
- 2002: Mein Leben & Ich
- 2004: Das geheime Leben meiner Freundin
- 2006: Einsatz in Hamburg – Mord auf Rezept
- 2006: Wilsberg: Callgirls
- 2007: Wilsberg: Miss-Wahl
- 2007: Der Prospektor (als Darsteller)
- 2007: Einsatz in Hamburg – Mord nach Mitternacht
- 2008: Ein Dorf sieht Mord
- 2009: Verstrickt und zugenäht
- 2010: Ein starkes Team: Blutsschwestern
- 2011: Nägel mit Köppen
- 2012: Meine Tochter, ihr Freund und ich
- 2012: Ein starkes Team: Prager Frühling
- 2013: Meine Frau, ihr Traummann und ich
- 2014: Das Kloster bleibt im Dorf
- 2017: Tatort: Zwei Leben[1][2][3][4][6][7])